# 反覆短暫抑鬱
反覆短暫抑鬱（Recurrent Brief Depression，RBD），為一種慢性情感障礙，屬於抑鬱症的範疇，而反覆短暫抑鬱的持續性較重性抑鬱疾患和持續性抑鬱症低，一個月大約會有2-13天發作(和女性生理期沒有任何關係)，並持續12個月，一段症狀和重性抑鬱疾患發作時相同。根據dsm-5，反覆短暫抑鬱並不能作為精神科醫生的一個診斷標準。

## 症狀
基本上和重性抑鬱疾患相似，症狀有：
- 情緒低落
- 感到煩躁不安、焦慮
- 對任何事物都不感興趣，缺乏動力
- 食慾不振或暴食
- 失眠或渴睡
- 認為自己沒有價值
- 缺乏專注力，難以集中精神
- 感到無助、孤獨、麻木、絕望、空虛
- 症狀在一個月內持續2-13日，並持續12個月以上

## 成因
暫時醫學界還未找出反覆短暫抑鬱的成因，但普遍認為是因為環境因素和壓力的影響而造成的。而最近有研究表明反覆短暫抑鬱和躁鬱症之間存在著關聯，指出遺傳因素的重要性。而有少部份反覆短暫抑鬱患者有顳葉癲癇。